# Протести в Йордания (2011)
Протестите в Йордания от 2011 г. са поредица от протести в Йордания през 2011, които предизвикват уволняването на министрите от кабинета на правителството.
Високите цени на храните и ниските заплати са причина за вълненията в страната. След Въстанието в Тунис и Египетската революция нарастват надеждите за политическа промяна в района. Заедно с неподчинения навсякъде в Близкия изток и Северна Африка, включително и демонстрациите в Йордания и Йемен, са част от Арабските протести от 2011, известни и като Ефектът на доминото на арабския смут.

## Протести
Мюсюлманското братство, една от най-големите групи на опозицията в Йордания, призовава йорданците да излязат на улиците по-късно през седмицата като протест срещу икономическата политика и политическата ситуация в страната, водена от министър-председателят Самир Рифай. Демонстрантите протестират срещу вдигането на цените и искат уволнение на премиера и правителството, но те не засягат директно краля. Критицизъм към него е забранен в Йордания. Протестиращите са мирни и не влизат в сблъсъци с полицията, заради което и няма жертви. Въпреки това лидерите на протеста предупреждават, че кралят се е провалил в правенето на съществени стъпки, които отговарят на искането на народа, и освен ако не се направят истински промени, протестите могат да се влошат. Крал Абдула II, ключов съюзник на САЩ, напоследък е под натиск от различни протестиращи, включително коалиция от ислямисти, други групи на опозицията и дори група на генерали-ветерани, всички искащи съществени политически и икономически реформи.
Али Хабашах, един от пенсиониралите се генерали желаещи реформи, казва че смутът се е разпространил до диви места, контролирани от бедуински племена. Тези племена са традиционната опора на монархията. Това е първият път, казва Али Хабашах, в който бедуините са се присъединили към други групи в искане за промяна.
На 28 януари, след петъчната молитва, 3500 активисти от Мюсюлманското братство, търговски обединения, комунистки и леви организации искат оставката на Самир Рифай, както и контрол от страна на правителството върху покачващите се цени, инфлация и безработица. Протестиращи се събират в Аман и други шест града. Хиляди излизат на улиците в столицата Аман, както и в други градове, скандирайки „Ние искаме промяна“. Оплаквайки се от високите цени на храните и горивата, те искат оставката на назначения от краля министър-председател.
На 1 февруари, Дворецът обявява че крал Абдула е разпуснал правителството и е помолил бившия генерал Маруф Ал-Бахит да свормира правителство.
На 2 февруари, демонстрациите продължават с искане крал Абдула Втори да изгони новия назначен премиер. Хамза Мансор, един от лидерите на Йорданското Мюсюлманско братство, иска избори да определят нов министър-председател. Той казва, че Ал-Бахит „не вярва в демокрацията.“ Ден след като крал Абдула Втори се среща с лидерите на Мюсюлманското братство в Кралския дворец, с намерение да разрешат проблемите на страната, на 4 февруари стотици хора се събират пред офиса на премиера за да искат реформи и разпускане на парламента. Те отиват до египетското посолство като подкрепа към анти-правителствените протести в страната.
На 18 февруари, протестиращи, събрали се в центъра на Аман за да искат политически реформи, се сблъскват с малка група поддръжници на правителството, които според свидетели атакуват протестиращите с пръчки и камъни, преди полицията да въведе ред. Според свитетели около 2000 протестиращи, основно млади хора се присъединяват към търговци и други, излезли на улицата след молитва в Джамията Хусейни, въпреки че други хора споменават, че те са били около 300.
Около 6000 – 10 000 протестират на улиците на Аман на 25 февруари, в най-големите протести дотогава. Организатори са Ислямския Фронт, заедно с 19 други политически партии.

## Реакции

### В държавата
След оставката на египетския президент Хосни Мубарак, Мюсюлманското братство заявява, че "Арабските режими трябва да научат урока си от това, което стана [в Египет]".

### Международни
Съединените американски щати съобщават, че се надяват Йордания да направи необходимите реформи, за да предотврати протести, подобни на протестите в Египет.